# Batalla d'Alcolea de Cinca
La batalla d'Alcolea de Cinca de 1413 fou una de les batalles de la Revolta del comte d'Urgell

## Antecedents
El rei d'Aragó Martí l'Humà tenia una gran consideració per Jaume II d'Urgell a qui nomenà Lloctinent de Catalunya el 1407 i 1408. Coincidint amb el seu ascens a la corona comtal, i mort el seu fill Martí el Jove, el rei -ara sense descendència- el nomenà procurador i governador general, fet que s'interpretava com el reconeixement de la seva virtual condició d'hereu de la corona. Poc abans de la seva mort, el rei Martí l'Humà, revocà el nomenament sota pressions de l'arquebisbe de Saragossa així com de la família Urrea, i va morir sense deixar nomenat successor. Aquest fet, provocà el Compromís de Casp, una reunió de representants d'Aragó, València i Catalunya per escollir-ne el successor.
El resultat instal·là al tron al candidat Ferran d'Antequera en detriment de Jaume II d'Urgell. Tot i els drets preeminents d'en Jaume, aquest no havia sabut administrar les oportunitats polítiques que li havia facilitat el rei Martí. L'assassinat de l'arquebisbe de Saragossa per part d'Anton de Luna li fa perdre el suport del braç eclesiàstic dominat per Benet XIII i Vicent Ferrer qui jugaria al suport del candidat castellà. Com a noble, no va cultivar el favor de la noblesa i la burgesia barcelonina. Aquestes febleses i els suports i diners de Ferran acabaren decantant la balança en la conclusió del Compromís el 28 de juny de 1412.
Ferran d'Antequera i els seus consellers tingueren un tracte de favor amb Jaume II d'Urgell que es concretà en concessions territorials i econòmiques per a ell, la seva dona la infanta Isabel i la seva mare Margalida de Montferrat, però en maig de 1413 es revoltà contra el rei amb el suport de mercenaris anglesos i gascons lluitaven en la Guerra dels Cent Anys, mentre es desenvolupaven a Barcelona les Corts de 1413, amb el suport de Tomàs de Clarència, fill del rei d'Anglaterra, qui va oferir mil cavallers i tres mil arquers, a canvi del Regne de Sicília, que es garantiria amb el casament amb una de les germanes de Jaume d'Uregell.
Revoltar-se a l'interior del país mentre a Barcelona hi havia reunits els notables de tot el principat presidits pel monarca va ser un greu error. Els diputats, espantats per les notícies d'una revolta al camp i sense cap ganes de tornar a una situació d'incertesa política que ja havia durat dos anys, van córrer a fer pinya amb el que, malgrat tot, era el nou rei reconegut per tothom. Ferran, amb més habilitat política, havia obtingut suport dels notables i les Corts abans d'iniciar la repressió armada. Aconsegueix també l'aval del Regne de Castella i el Regne de França.

## Batalla
Jaume II d'Urgell comandava els mercenaris gascons i anglesos reclutats per Antón de Luna i Xèrica, dirigint-se de Balaguer a Jaca per tal reunir els exèrcits de l'Urgell i d'Aragó, però foren interceptats i que foren derrotats a Alcolea de Cinca el 10 de juliol de 1413.

## Conseqüències
El fracàs al setge de Lleida, tot i la victòria al Combat de Margalef impossibilità reunir els exèrcits de l'Urgell i d'Aragó. Mentre Anton de Luna resta bloquejat al castell de Loarre, Jaume II d'Urgell es tanca a Balaguer on espera l'ajut anglès i que acaba amb la rendició del comte al rei el 31 d'octubre de 1413. El castell de Loarre caigué a començaments de 1414, donant-se per sufocada la revolta.